# マンコダム
マンコダム（エル・マンコ、El Manco）は、メキシコにあるダム。首都メキシコシティから北西に約800kmのドゥランゴ州中部ペニョン・ブランコに作られた。ダムの標高は1999mである。
マンコダムの周囲は山岳部だが、東側は比較的穏やかな地勢である。最高地点は2.1km南方のセーロ・エル・ペルティーゴ山付近で、2208mの標高がある。また、周辺は非常に人口密度の低い地域で、1km2あたりの人口密度は5人である。ペニョン・ブランコの町はマンコダムから14.6kmほど北にある。
周囲はステップ気候地域に属する。年間の平均気温は21℃。最も暑い5月で30℃、最も寒さが厳しい1月でも14℃の平均気温である。年間降水量は平均で560mmほど。雨季の9月には145mmの降雨量があるが、乾季の3月は平均で1mmである。